# Vụ va chạm giữa không trung thành phố New York năm 1960
Vào ngày 16 tháng 12 năm 1960, một chiếc Douglas DC-8 của United Airlines đang trên đường đến Sân bay Idlewild (nay là Sân bay Quốc tế John F. Kennedy) ở Thành phố New York đã va chạm giữa không trung với một chiếc Lockheed L-1049 Super Constellation của TWA đang hạ cánh xuống Sân bay LaGuardia. Chiếc Super Constellation bị rơi trên cánh đồng Miller ở Đảo Staten và chiếc DC-8 ở Park Slope, Brooklyn, giết chết tất cả 128 người trên hai máy bay và 6 người trên mặt đất. Vụ tai nạn, thảm họa hàng không nguy hiểm nhất thế giới vào thời điểm đó, vẫn là vụ tai nạn chết người nhất trong lịch sử của United Airlines tính đến năm 2022.
Vụ tai nạn được gọi là vụ tai nạn máy bay ở Park Slope hoặc vụ tai nạn máy bay ở cánh đồng Miller sau hai địa điểm va chạm. Vụ tai nạn cũng là tai nạn chết người đầu tiên liên quan đến một chiếc Douglas DC-8.

## Máy bay và phi hành đoàn
Chuyến bay 826 của United Airlines, Mainliner Will Rogers, đăng ký N8013U,[5] là một chiếc DC-8-11 chở 77 hành khách và 7 thành viên phi hành đoàn từ Sân bay Quốc tế O'Hare ở Chicago đến Sân bay Idlewild (nay là Sân bay quốc tế John F. Kennedy) ở Queens . Phi hành đoàn gồm cơ trưởng Robert Sawyer (46 tuổi), cơ phó Robert Fiebing (40 tuổi), kỹ sư bay Richard Pruitt (30 tuổi) và 4 tiếp viên. Cơ trưởng Sawyer là một phi công giàu kinh nghiệm, đã tích lũy được 19.100 giờ bay, trong đó có 344 giờ bay trên DC-8. Cơ phó Fiebing đã tích lũy được 8.400 giờ bay, trong đó có 416 giờ bay trên DC-8. Kỹ sư máy bay Pruitt đã tích lũy được 8.500 giờ bay, trong đó có 379 giờ bay trên DC-8.
Chuyến bay 266 của Trans World Airlines, Star of Sicily, số đăng ký N6907C,[6] là một chiếc Super Constellation chở 39 hành khách và 5 thành viên phi hành đoàn từ Dayton và Columbus, Ohio, đến Sân bay LaGuardia ở Queens. Phi hành đoàn gồm cơ trưởng David Wollam (39 tuổi), cơ phó Dean Bowen (32 tuổi), kỹ sư bay LeRoy "Lee" Rosenthal (30 tuổi) và hai nữ tiếp viên. Cơ trưởng Wollam đã tích lũy được 14.583 giờ bay, 267 trong số đó là ở Constellation. Cơ phó Bowen đã tích lũy được 6.411 giờ bay, trong đó có 268 giờ bay trên Constellation. Kỹ sư bay Rosenthal đã tích lũy được 3.561 giờ bay, trong đó có 204 giờ ở Constellation. Con tàu chị em của Star of Sicily, số đăng ký N6902C, Star of the Seine, đã bị phá hủy trong một vụ va chạm giữa không trung khác với một chuyến bay của United Airlines vào năm 1956.

## Trước khi va chạm

Đường bay của hai máy bay
UAL Flight Path: Đường bay của UNITED 826
TWA Flight Path: Đường bay của TWA 266

Vào lúc 10:21 sáng theo múi giờ miền Đông (Bắc Mỹ), United 826 thông báo cho đài phát thanh ARINC rằng một trong những máy thu VOR của nó không hoạt động và thông báo đã được chuyển đến bộ phận bảo trì của United Airlines. Tuy nhiên, kiểm soát không lưu (ATC) đã không được thông báo rằng máy bay chỉ có một máy thu hoạt động, điều này gây khó khăn cho các phi công của chuyến bay 826 trong việc xác định giao lộ Preston, nơi mà nó chưa nhận được sự cho phép.
Lúc 10:25 sáng, ATC đã ban hành lệnh thông quan sửa đổi cho chuyến bay để rút ngắn lộ trình đến điểm dừng Preston (gần Cảng Laurence, New Jersey) 12 dặm (19 km). Giấy phép đó bao gồm các hướng dẫn giữ (một kiểu giữ "đường đua" tiêu chuẩn) cho Chuyến bay 826 khi nó đến giao lộ Preston. Chuyến bay 826 dự kiến sẽ giảm tốc độ trước khi đến Preston với tốc độ giữ tiêu chuẩn là 210 hải lý / giờ (240 dặm / giờ; 390 km / h) hoặc thấp hơn. Tuy nhiên, ước tính chiếc máy bay đang di chuyển với vận tốc 301 hải lý một giờ (346 dặm/giờ; 557 km/giờ) khi va chạm với chiếc máy bay TWA, vượt quá giới hạn thông quan Preston vài dặm.
Trong quá trình điều tra, United Airlines cho rằng Colts Neck VOR không đáng tin cậy. Preston là điểm mà đường hàng không V123—hướng tâm 050 ngoài Robbinsville VOR—đi qua hướng tâm 120 độ của Solberg và hướng tâm 346 độ của Colts Neck. Tuy nhiên, báo cáo cuối cùng của Ban Hàng không Dân dụng không tìm thấy vấn đề gì với Colts Neck VOR.
Các điều kiện phổ biến là mưa nhẹ và sương mù, trước đó là tuyết rơi

## Va chạm và rơi xuống mặt đất
| [Bản đồ tương tác toàn màn hình]                      |                                                               |
| Vị trí của hai máy bay rơi xuống ở thành phố New York |                                                               |
|                                                       | Biểu đồ hiện đang tạm thời không khả dụng do vấn đề kĩ thuật. |

Theo máy ghi dữ liệu chuyến bay của DC-8, chiếc máy bay đã đi chệch hướng 12 dặm (19 km), và trong 81 giây, nó hạ độ cao xuống với tốc độ 3.600 feet một phút (18 m/s) trong khi giảm tốc độ từ hơn 400 hải lý một giờ (460 dặm một giờ; 740 km/h) đến 301 hải lý (346 mph; 557 km/h) tại thời điểm va chạm.
Một trong những động cơ bên phải của DC-8 đã va vào chiếc Constellation ngay trước cánh của nó, làm rách một phần thân máy bay. Chiếc Constellation bắt đầu rơi, với các mảnh vỡ tiếp tục rơi xuống khi nó vỡ tung trong quá trình xoắn ốc của nó xuống đất.
Tác động ban đầu đã xé toạc động cơ của DC-8 khỏi cột điện của nó. Bị mất một động cơ và một phần lớn cánh phải, chiếc DC-8 vẫn bay trên không trong 90 giây nữa.
Chiếc DC-8 đã đâm vào khu vực Park Slope của Brooklyn tại giao lộ của Đại lộ số 7 và Sterling Place (40°40′38″B 73°58′25″T / 40,67709°B 73,97368°T), làm phát tán các mảnh vỡ và đốt cháy mười tòa nhà chung cư bằng đá sa thạch. Nhà thờ Pillar of Fire, Nhà tang lễ McCaddin, tiệm giặt là Trung Quốc và cửa hàng bán đồ ăn ngon. Sáu người trên mặt đất đã thiệt mạng.
Vụ tai nạn khiến phần còn lại của DC-8 hướng về phía đông nam về phía một bãi đất trống rộng lớn ở Công viên Triển vọng, cách địa điểm va chạm của nó nhiều dãy nhà. Một cư dân ở một trong những tòa nhà chung cư bị ảnh hưởng nói rằng gia đình anh ta sống sót vì họ ở trong căn phòng duy nhất của căn hộ không bị phá hủy. Vụ tai nạn để lại một rãnh bao phủ phần lớn chiều dài của khu vực giữa Sterling Place. Các nhân chứng nghĩ rằng một quả bom đã phát nổ hoặc nồi hơi của một tòa nhà đã phát nổ.
Máy bay của TWA đã lao xuống góc tây bắc của Miller Field ở tọa độ 40°34′12″B 74°06′11″T / 40,57°B 74,103°T, với một số phần của máy bay hạ cánh xuống Cảng New York. Ít nhất một hành khách đã rơi vào gốc cây trước khi mảnh vỡ rơi xuống đất.
Không có liên lạc vô tuyến nào với bộ điều khiển giao thông từ cả hai máy bay sau vụ va chạm, mặc dù LaGuardia đã bắt đầu theo dõi một chiếc máy bay không xác định, đang di chuyển nhanh, đang lao tới từ Preston về phía điểm đánh dấu bên ngoài LaGuardia "Flatbush".

## Điều tra

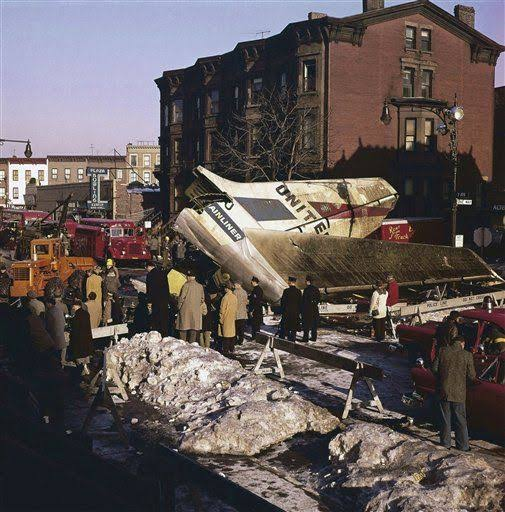
Vị trí rơi của UA826, ở Park Slope, Brooklyn

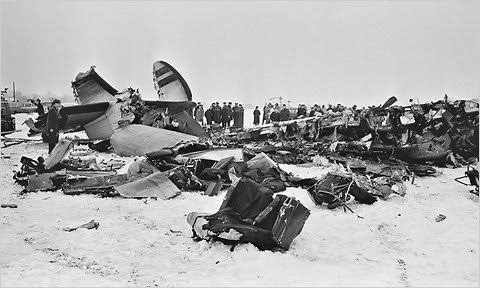
Vị trí rơi của TWA266, ở cánddooongf Miller, Đảo Staten

Nguyên nhân có thể của vụ tai nạn đã được xác định trong một báo cáo của Ủy ban Hàng không Dân dụng Hoa Kỳ:
Chuyến bay 826 của United đã tiến hành vượt quá giới hạn giải phóng mặt bằng và giới hạn của không phận do Kiểm soát Không lưu phân bổ cho chuyến bay. Một yếu tố góp phần là tốc độ cao của United DC-8 khi nó đến gần giao lộ Preston, cùng với sự thay đổi khoảng trống làm giảm khoảng cách trên đường dọc theo Victor 123 khoảng 11 dặm (9,6 nmi; 18 km).

## Người sống sót ban đầu
Người duy nhất ban đầu sống sót sau vụ tai nạn là Stephen Balz, một cậu bé 11 tuổi đến từ Wilmette, Illinois. Anh ấy đang đi du lịch một mình trên Chuyến bay 826 để đón Giáng sinh ở Yonkers với người thân. Anh ta bị ném từ máy bay xuống một bãi tuyết, nơi quần áo đang cháy của anh ta được dập tắt. Mặc dù còn sống và tỉnh táo nhưng anh ta đã bị bỏng nặng và hít phải nhiên liệu đang cháy. Baltz chết vì viêm phổi vào ngày hôm sau.

## Di sản
Tổng số 134 nạn nhân sẽ không thể vượt qua cho đến khi một chiếc Lockheed C-130B Hercules bị bắn hạ vào tháng 5 năm 1968, khiến 155 người thiệt mạng. Về hàng không thương mại, số người chết sẽ không vượt qua cho đến vụ tai nạn tháng 3 năm 1969 của Chuyến bay Viasa 742, bị rơi khi cất cánh và giết chết tất cả 84 người trên máy bay, cũng như 71 người trên mặt đất.
Năm 2010, nhân kỷ niệm 50 năm vụ tai nạn, một đài tưởng niệm 134 nạn nhân của hai vụ tai nạn đã được khánh thành tại Nghĩa trang Green-Wood, Brooklyn. Nghĩa trang là nơi chôn cất chung hài cốt của những người không xác định được danh tính.
Vụ va chạm được đề cập trong "Collision Course", tập thứ năm của mùa đầu tiên của loạt phim tài liệu The Weather Channel Why Planes Crash.